# Meschede
Meschede é uma cidade da Alemanha, capital do distrito de Hochsauerland, na região administrativa de Arnsberg, estado da Renânia do Norte-Vestfália.